# 三川村 (新潟県東蒲原郡)
三川村（みかわむら）は、新潟県東蒲原郡にあった村。五泉市への通勤率は11.6%（平成12年国勢調査）。2005年4月1日、鹿瀬町、津川町、上川村、三川村の4町村の合併による阿賀町の発足により消滅した。

## 地理
町の中央を阿賀野川が西流し、新谷川などの支流の流域をその町域としている。
村北部には天然スギが分布し、建築用材に利用されていた。
- 河川：阿賀野川、新谷川

### 隣接していた自治体
- 五泉市、阿賀野市、新発田市、鹿瀬町、津川町、上川村、村松町

## 歴史
江戸時代は会津藩領であり廃藩置県後も若松県に属したが、1886年に新潟県に編入された。
村北部の綱木は会津街道の駅所であり、新発田藩や村上藩の参勤交代路に使われたが、昭和初期に最後の宿屋が営業を止めた。

### 沿革
- 1889年（明治22年）4月1日 - 町村制施行に伴い、東蒲原郡白川村・岩津村・内川村、北蒲原郡新谷村・行地村・岡沢村が合併し、三川村（初代）が発足。
- 1908年（明治41年）9月1日 - 東蒲原郡綱木村と合併し、改めて三川村が発足。
- 1955年（昭和30年）1月15日 - 東蒲原郡揚川村の一部（残部は他町村と津川町を新設）、下条村の大部分（残部は五泉市へ編入）と合併し、三川村を新設。
- 1956年（昭和31年）1月1日 - 大字小石取の一部を分離し、北蒲原郡安田村に編入。
- 1967年（昭和42年）8月29日 - 羽越豪雨により石間地区で鉄砲水（土石流）が発生。9戸が全壊・流出、死者・行方不明者13人[2]。
- 2005年（平成17年）4月1日 - 鹿瀬町、津川町、上川村と合併し、阿賀町となり消滅。

## 行政
- 村長：神田敏郎（1997年7月3日から）

## 経済

### 産業
- 大谷金山（昭和初期に三川鉱山に改称）[3] - 1932年（昭和7年）より日本鉱業の経営となった[4]。1943年（昭和18年）までは金・銀も採掘していた[4]。
- 持倉鉱山

## 姉妹都市・提携都市

### 国内
- 三川町（山形県）

## 地域
2004年10月1日時点で、三川村の世帯数は1,365世帯、推計人口は4,082人であった。

### 教育
- 三川村立三川小学校
- 三川村立三川中学校
- 三川村立下条小学校
- 三川村立綱木小中学校 - 2003年3月31日閉校

## 交通

### 道路
- 高速道路
  - 磐越自動車道
    - 阿賀野川SA - 三川IC
- 一般国道
  - 国道49号（国道459号も重複）
- 主要地方道
  - 新潟県道14号新発田津川線
  - 新潟県道17号新潟村松三川線

### 鉄道
- 東日本旅客鉄道（JR東日本）
  - 磐越西線 : 三川駅 - 五十島駅 - 東下条駅

## 名所・旧跡・観光スポット・祭事・催事
- 道の駅阿賀の里
  - 阿賀野川ライン舟下り
  - 阿賀野川文化資料館
- 将軍スギ（国の天然記念物）、道の駅みかわ
- 平等寺：薬師堂は国の重要文化財
- 三川温泉スキー場
- 三川温泉・新三川温泉
- 三川温泉川口野営場
- 新潟市青少年三川自然の森 - 1981年（昭和56年）8月オープン[5]。
- 三川オートキャンプ場
- 中ノ沢渓谷森林公園
- ルーセントカントリークラブ
- 阿賀高原ゴルフ倶楽部
- マロンパークゴルフ練習場
- 殿様街道（会津街道）

出典：

## 出身有名人
- 三原綱木（作曲家） - 旧綱木村